# دوست‌محمد خان
امیر دوست‌محمد خان (زاده ۲۳ دسامبر ۱۷۹۳ – درگذشته ۹ ژوئن ۱۸۶۳)، بنیان‌گذار و از حاکمان سلسله بارک‌زایی در افغانستان در زمان جنگ اول افغانستان و انگلیس بود. با سقوط سلسله دُرانی، او از سال ۱۸۲۳ تا ۱۸۳۹ میلادی و سپس از ۱۸۴۳ تا ۱۸۶۳ میلادی امیر افغان‌ها شد. او از قوم پشتون و هجدهمین پسر پاینده‌خان، رئیس قبیله بارک‌زایی بود که در سال ۱۷۹۹ به دستور شاه زمان درانی به قتل رسید. در آغاز حکومت وی، در مارس ۱۸۲۳، افغان‌ها در نبرد نوشهرا، دشت پیشاور را به رانجیت سینگ، رهبر ارتش سیک‌ها، باختند. عظیم خان، برادر ناتنی‌اش، رهبری نیروهای افغان را در این جنگ برعهده داشت. خاندان مصاحب با برادر بزرگترش سلطان‌محمد خان ملقب به «طلایی» شروع به کار کردند، لقبی که به‌دلیل عشق او به لباس‌های زیبا به وی داده شده بود.

## زندگی
دوست محمدخان در ۲۳ دسامبر ۱۷۹۳ میلادی در یک خانواده بانفوذ در قندهار، در زمان سلطنت درانی، به دنیا آمد. پدر وی، پاینده‌خان، رئیس قبیله بارک‌زایی و کارمند دولت در سلسله درانی بود. خانواده آن‌ها از طریق حاجی جمال‌خان، یوسف، یارو، محمد، عمر خان، خیسارخان، اسماعیل، نک، دارو، سیفال و بارک به ابدال (اولین بنیانگذار قبیله ابدالی) بازمی‌گردند. ابدال چهار پسر با نام‌های پوپل، بارک، آچاک و الکو داشت. برخی بر این باور هستند که مادر دوست محمد خان از اقوام قزلباش بوده‌است.

### به قدرت رسیدن
برادر بزرگتر وی، رئیس طایفه بارکزایی؛ فتح‌خان، نقش مهمی در رساندن محمودشاه درانی به حاکمیت افغانستان در سال ۱۸۰۰ میلادی و بازگرداندن وی به سلطنت در سال ۱۸۰۹ داشت. دوست‌محمد برادر بزرگتر خود و سپس صدراعظم کابل وزیر فتح خان را در جنگ آتوک علیه سیک‌های مهاجم همراهی کرد. محمود شاه با ترور وی در سال ۱۸۱۸ خدمات فتح‌خان را جبران کرد و این کار باعث خشم طایفه بارکزایی شد. پس از یک درگیری خونین، محمودشاه همه قلمروی خود به جز هرات را از دست داد و بقیه قلمروهای او بین برادران فتح‌خان تقسیم شد. غزنی به دوست محمدخان رسید، و او در سال ۱۸۲۶ میلادی کابل، ثروتمندترین استان افغانستان را به آن اضافه‌کرد.
وی از آغاز سلطنت خود درگیر اختلافات با رانجیت سینگ، حاکم سیک در منطقه پنجاب شد. در سال ۱۸۳۴ میلادی شاه‌شجاع آخرین تلاش برای بازیابی پادشاهی خود را انجام داد. او در پشت دیوارهای قندهار از دوست‌محمد خان شکست خورد، اما رانجیت سینگ فرصت را غنیمت شمرد و پیشاور را الحاق‌کرد. دوست‌محمد، پسرش اکبرخان را برای شکست دادن سیک‌ها در جنگ جمرود در سال ۱۸۳۷ فرستاد. عدم احیای قلعه جمرود در منطقه پیشاور بدترین نگرانی امیرافغان شد.

## نفوذ اروپایی‌ها در افغانستان
در تقاطع منافع امپراتوری‌های بریتانیا، روسیه و به میزان کمتری از منافع امپراتوری دوم فرانسه، مانور سیاسی لازم بود. او با رد درخواست‌های روسیه، سعی در ایجاد اتحاد با انگلیس داشت و در سال ۱۸۳۷ میلادی از الکساندر برنز در کابل استقبال کرد. اما برنز نتوانست بر فرماندار کل هند، لرد اوکلند چیره شود تا به پیشرفت‌های امیر واکنش نشان دهد. دوست محمد موظف شد تلاش برای بازیابی پیشاور را کنار بگذارد و سیاست خارجی خود را تحت هدایت انگلیس قرار دهد. وی با تجدید روابط با روسیه به این عمل واکنش نشان داد و در سال ۱۸۳۸ لرد اوکلند سپاهیان انگلیس را علیه وی به حرکت درآورد. برای توجیه این طرح لرد اوکلند، بیانیه سیملا را در اکتبر ۱۸۳۸ منتشر کرد و دلایل لازم برای مداخلهٔ بریتانیا در افغانستان را مطرح‌کرد.

## اسارت
در سال ۱۸۳۵ میلادی، دوست محمدخان، جوانترین و پرانرژی‌ترین عضو خاندان بارکزایی، که در سال ۱۸۲۵ سلسله دورانی را جانشین خود کرده و به امیر کابل تبدیل شده بود، با تهدید به بازیابی پیشاور تا گردنه خیبر پیشروی کرد. در سال ۱۸۳۶ هاری سینگ نالوا، ژنرال سیک که به همراه شاهزاده ناو نهال سینگ از مرز محافظت می‌کرد، برای دفاع از گذرگاه زنجیره ای از قلعه‌ها ساخت، از جمله یکی در جمرود در انتهای شرقی گذرگاه خیبر. دوست محمد در انتهای دیگر قلعه ای در علی مسجد بنا کرد. در آغاز سال ۱۸۳۷، شاهزاده ناو نهال سینگ به لاهور بازگشت و ازدواج کرد و ماهاراجا و دربار او مشغول آماده‌سازی عروسی شدند.
دوست محمدخان ۲۵۰۰۰ نیروی قوی اعم از تعداد زیادی نیروی نامنظم محلی و مجهز به ۱۸ قبضه اسلحه سنگین را برای تسخیر جمرود فرستاد. پادگان سیک در آنجا فقط ۶۰۰ نفر و چند توپ سبک داشت. افغان‌ها قلعه را محاصره کرده و آب آن را قطع کردند، در حالی که یک گروهان برای جلوگیری از هرگونه کمک از آن سو به قلعه سیک همسایه شبقادر اعزام شدند. ماهان سینگ میرپوری، فرمانده پادگان، مهاجمان را به مدت چهار روز در پشت دروازه نگه داشت و در همین حال موفق شد یک درخواست ناامیدانه برای کمک به هاری سینگ نالوا در پیشاور ارسال کند. نالوا از بستر بیماری برخاست و به جمرود شتافت.
در نبرد نهایی که در ۳۰ آوریل ۱۸۳۷ انجام شد، افغان‌ها شکست خوردند، اما هاری سینگ نالوا به شدت زخمی شد. در سال ۱۸۳۸ میلادی، با کمک و توافق سلطان سیک که با نایب‌السلطنه بریتانیایی لرد اوکلند به پیمان سه جانبه پیوست، دوست محمدخان در نوامبر سال ۱۸۳۹، به ماسوری تبعید شد. اما پس از قتل شاه شجاع در آوریل ۱۸۴۲، به موقعیت سابق خود بازگردانده شد. وی پس از آن روابط صمیمانه ای را با دربار لاهور برقرار کرد.

## سلطنت دوم

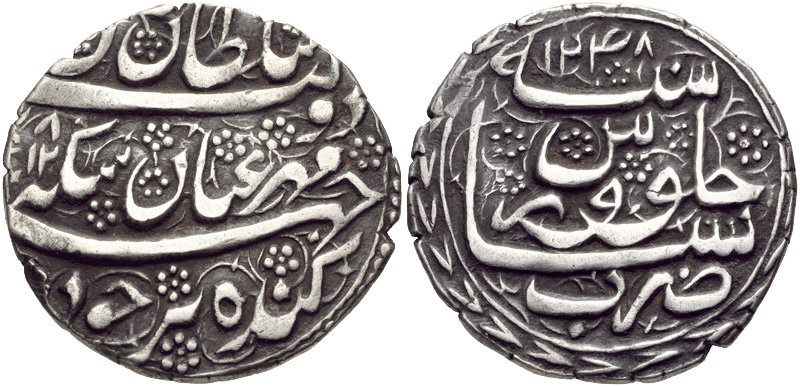
سکه امیر دوست‌محمد خان

در نتیجهٔ عزم دولت انگلستان برای کنار گذاشتن تلاش برای مداخله در سیاست‌های داخلی افغانستان، او را آزاد کردند. دوست محمد در بازگشت از هند بریتانیا در کابل با استقبال روبرو شد و خود را برای برقراری مجدد اقتدار بر اساس قاطعیت تعیین کرد. از سال ۱۸۴۶ سیاست خصومت با انگلستان را تجدید کرد و با سیک‌ها متحد شد. با این حال، پس از شکست متحدان خود در گجرات در ۲۱ فوریهٔ ۱۸۴۹، وی طرح‌های خود را کنار گذاشت و نیروهای خود را به افغانستان بازگرداند. در سال ۱۸۵۰ میلادی بلخ را فتح کرد و در سال ۱۸۵۴، با تصرف قندهار بر قبایل جنوب افغانستان کنترل یافت.
در تاریخ ۳۰ مارس ۱۸۵۵، دوست‌محمد با انعقاد یک اتحاد تهاجمی و دفاعی با دولت انگلستان، به امضای سر هنری لارنس، کمیساریای اصلی پنجاب، سیاست قبلی خود را تغییر داد. در سال ۱۸۵۷ وی همراه با انگلیس به ایران قاجاری اعلان جنگ داد و در ماه ژوئیه معاهده‌ای منعقد شد که به موجب آن ولایت هرات تحت فرمانروایی بارک‌زایی قرارگرفت. در طی شورش هند در سال ۱۸۵۷ میلادی، دوست‌محمد از کمک به شورشیان هند خودداری کرد. سال‌های آخر زندگی وی به دلیل مشکلات در هرات و بخارا، با آشفتگی گذشت. این‌ها را برای مدتی حل کرد، اما در سال ۱۸۶۲، ارتش ایران، با کمک احمدخان حاکم هرات، هرات را باز پس گرفت. امیر پیر، انگلیسی‌ها را به کمک خود فراخواند و خود را در راس جنگجویان خود قرار داد و ایرانیان را از مرزهای خود بیرون راند. در ۲۶ مهٔ ۱۸۶۳ او هرات را دوباره تصرف کرد اما در تاریخ ۹ ژوئن همان سال، پس از چهل سال نقش مهمی در تاریخ آسیای جنوبی و آسیای میانه در میان پیروزی به صورت ناگهانی درگذشت. وی پسرش، شیرعلی خان را به عنوان جانشین خود قرار داد.

## نگارخانه

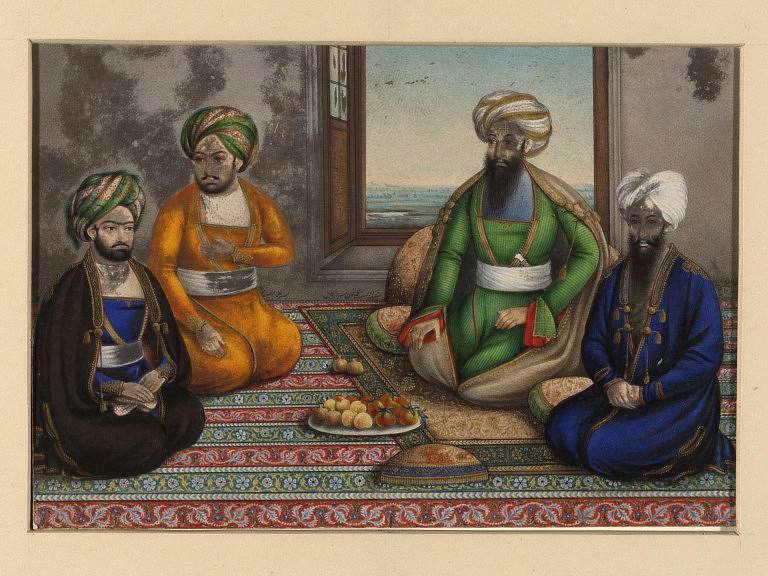
دوست‌محمد خان همراه با سه پسرش.
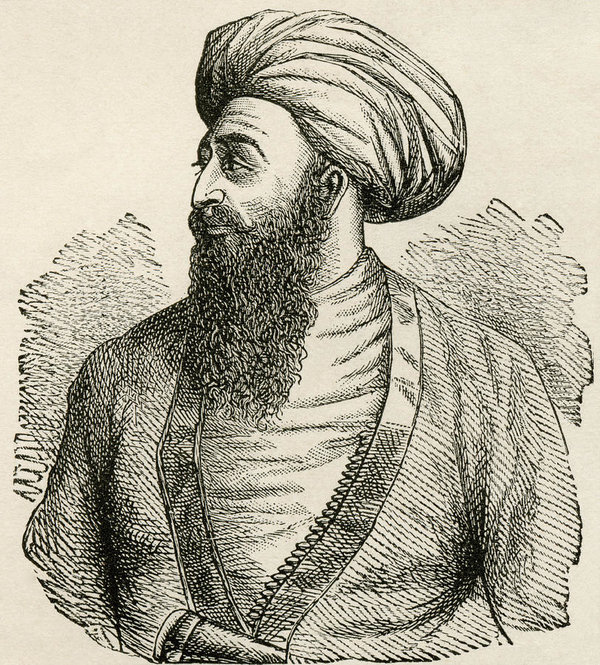
پرتره‌ای از دوست‌محمد خان.
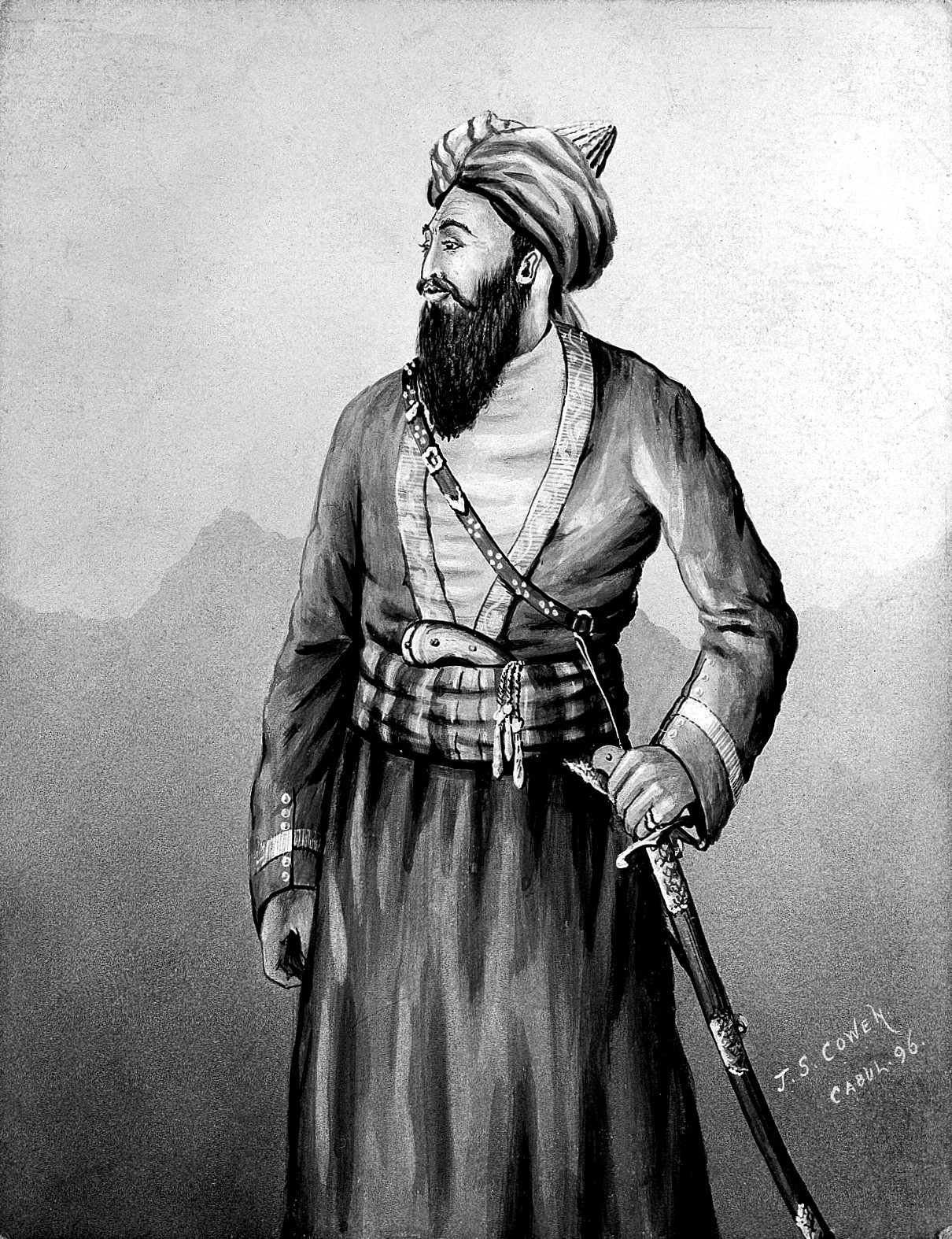
نگاره‌ای از دوست‌محمد خان.
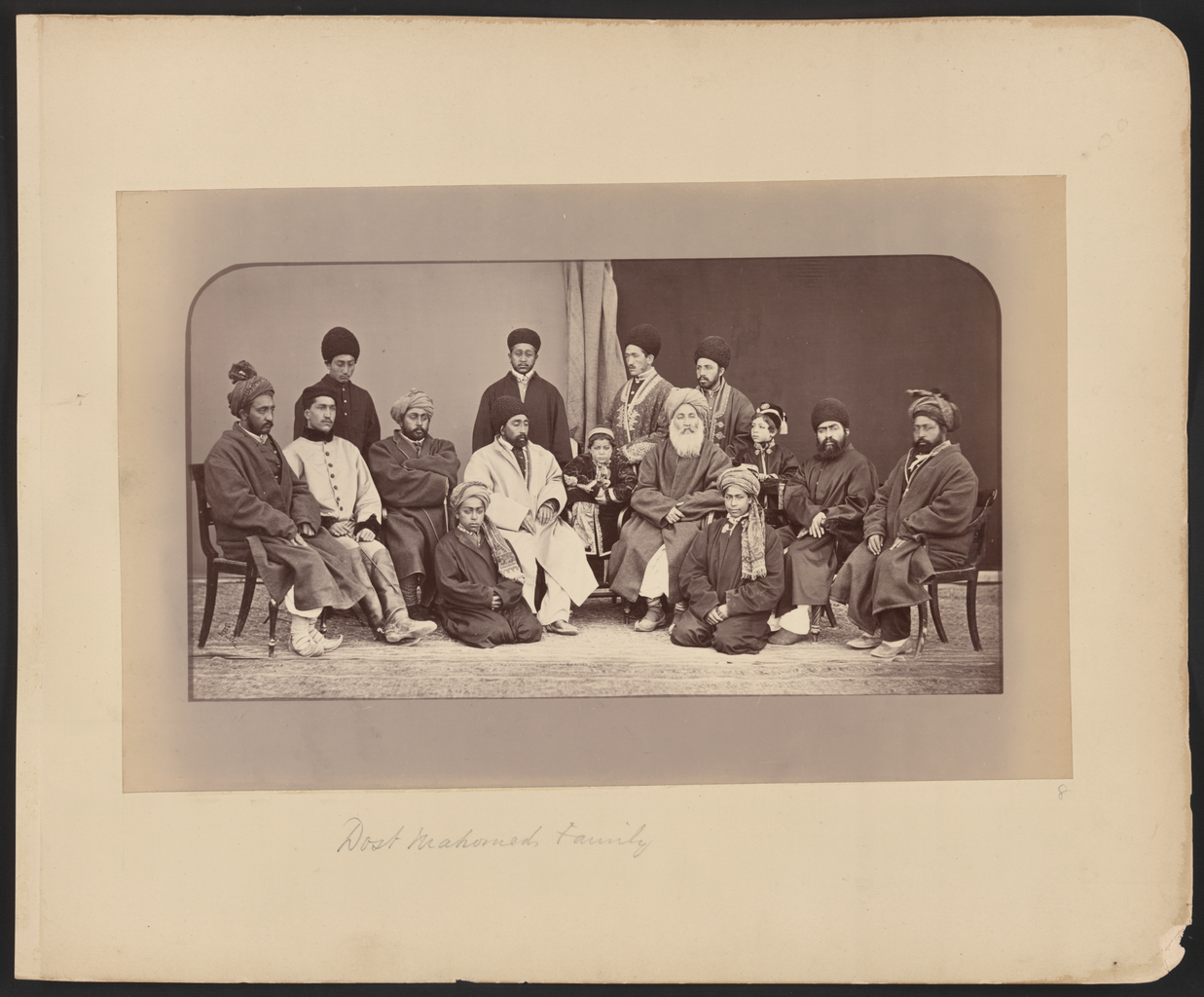
دوست‌محمدخان در مرکز از راست تصویر نشسته‌است. شیرعلی خان پسر و جانشین او نیز که افغانستان را از ۱۸۶۳ تا ۱۸۷۹ میلادی رهبری می‌کرد، در سمت راست دوست‌محمد خان با لباسی سفید رنگ نشسته‌است. عبدالرحمن‌خان نوه او و شناخته شده به «امیر آهنین» نیز اولین شخص در سمت چپ تصویر است.